# Ehrenplakette der Flieger-Division 4
Die Ehrenplakette der Flieger-Division 4 war eine nichttragbare Auszeichnung der deutschen Luftwaffe während des Zweiten Weltkrieges, die vom General der Flieger Hellmuth Bieneck für die Angehörigen der Flieger-Division 4 für hervorragende Leistungen gestiftet wurde.
Die hochrechteckige Plakette aus Eisen gefertigt, zeigt auf ihrer Vorderseite im oberen Drittel den Hoheitsadler der Luftwaffe, der in seinen Fängen ein Hakenkreuz hält und darunter eine Leerzeile, in der später der Name des Beliehenen eingraviert wurde. Unter dieser Leerzeile ist die Inschrift FÜR HERVORRAGENDE / LEISTUNG / DER KOMMANDEUR / DER FLIEGER-DIVISION 4. Unter den Ausgezeichneten befand sich auch Generalfeldmarschall Wolfram von Richthofen.